# Lars Balk
Lars Balk (Vianen, 26 februari 1996) is een Nederlands hockeyer die uitkomt voor SV Kampong Hockey en het Nederlands elftal. Balk speelt als verdediger. Lars is de zoon van oud-Kampongspeler Frank Balk.
Balk begon op vijfjarige leeftijd met hockey bij MHC Vianen als spits. Op 12-jarige leeftijd vertrok hij naar Kampong en ging hij meer verdedigend ingesteld spelen. Balk maakte zijn debuut voor het eerste van Kampong op 17-jarige leeftijd.
Balk debuteerde in 2013 voor Jong Oranje en werd in 2014 en 2017 met het team Europees kampioen. In 2015 sloot hij voor het eerst aan bij het Nederlands elftal. Tevens kwam Balk uit voor het Nederlands zaalhockeyteam, waarmee hij in 2015 wereldkampioen werd. Balk moest de Olympische Zomerspelen 2016 nog aan zich voorbij laten gaan, maar maakte in 2017 weer deel uit van de Nederlandse selectie tijdens de Hockey World League in India, waar het team zevende werd. In 2018 behaalde Balk brons in de Champions Trophy en werd hij geselecteerd voor het WK hockey, waar het Nederlands team zilver pakte. Balk speelde in elk duel en scoorde een doelpunt, in de cross-over tegen Canada. In 2019 werd brons gewonnen in de Hockey Pro League en op het EK. In 2021 werd Balk met de Nederlandse selectie Europees kampioen en maakte hij deel uit van de Olympische selectie.

## Belangrijkste prestaties

### Kampong
- 2015/16 – Euro Hockey League
- 2016/17 – Landskampioen
- 2017/18 – Landskampioen

### Nederlands elftal

#### Olympische Spelen
- 2021 – 6e OS

#### WK
- 2018 –  WK
- 2023 –  WK

#### EK
- 2019 –  EK
- 2021 –  EK
- 2023 –  EK

#### Hockey Pro League
- 2019 –  Hockey Pro League
- 2021/22 –  Hockey Pro League
- 2022/23 –  Hockey Pro League

#### EK –21
- 2014 –  EK –21
- 2017 –  EK –21

#### Overig
- 2015 –  WK zaalhockey
- 2017 – 7e Hockey World League
- 2018 –  Champions Trophy

Seve van Ass · 
Billy Bakker · 
Lars Balk · 
Pirmin Blaak · 
Thierry Brinkman · 
Jorrit Croon · 
Thijs van Dam · 
Jonas de Geus · 
Jeroen Hertzberger · 
Jip Janssen · 
Robbert Kemperman · 
Joep de Mol · 
Mirco Pruyser ·  
Glenn Schuurman · 
Mink van der Weerden · 
Sander de Wijn · 
Coach: Max Caldas
Seve van Ass ·  
Lars Balk ·  
Koen Bijen ·  
Pirmin Blaak ·  
Justen Blok ·  
Thierry Brinkman ·  
Jorrit Croon ·  
Thijs van Dam ·  
Jonas de Geus ·  
Steijn van Heijningen ·  
Tjep Hoedemakers ·  
Jip Janssen ·  
Floris Middendorp ·  
Joep de Mol ·  
Duco Telgenkamp ·  
Derck de Vilder ·  
Floris Wortelboer ·  
Steijn van Heijningen (invaller) ·  
Tijmen Reyenga (invaller) ·
Coach: Jeroen Delmee